# András László
András László (maďarsky László András; * ?) je maďarský influencer a pravicový politik, od července 2024 poslanec Evropského parlamentu zvolený za stranu Fidesz – Maďarská občanská unie a zasedající v parlamentní frakci Patrioti pro Evropu (P4E).

## Politická kariéra
Ve volbách do Evropského parlamentu v červnu 2024 kandidoval na 10. místě kandidátní listiny pravicové koalice Fidesz–KDNP, ze které byl zvolen  europoslancem s mandátem do roku 2029. V Evropském parlamentu je členem Výboru pro občanské svobody, spravedlnost a vnitřní věci (LIBE) a  Podvýboru pro lidská práva (DROI). Dále je náhdradníkem ve Výboru pro zahraniční věci (AFET) a ve Výboru pro průmysl, výzkum a energetiku (ITRE).